# Mikel González
Pour les articles homonymes, voir González.
Mikel González Martínez, né le 24 septembre 1984 à Arrasate, est un footballeur basque espagnol évoluant au poste de défenseur central.

## Carrière
Pur produit du centre de formation, Mikel González fait ses débuts avec l'équipe basque le 17 septembre 2005 lors d'une défaite (2-5) contre le RCD Majorque.

## Palmarès
- Real Sociedad
  - Champion d'Espagne de D2 en 2010